# Dachsberg (Südschwarzwald)
Dachsberg (Südschwarzwald) (letteralmente: «Dachsberg (Foresta Nera meridionale)») è un comune tedesco di 1 441 abitanti, situato nel land del Baden-Württemberg.

### Esplicative
1. ↑  Il nome ufficiale comprende la parentesi, per riferimenti consulatare il sito http://www.kommon.de/

### Bibliografiche
1. 1 2  Ente statistico del Baden-Württemberg - Dati sulla popolazione